# Artikularna lesena cerkev, Kežmarok
Artikularna cerkev v Kežmarku (slovaško Artikulárny kostol v Kežmarku) je lesena cerkev v Kežmaroku na Slovaškem. Lokalni luterani so jo zgradili po obdobju verskega preganjanja, ko je leta 1681 kongres v Šopronu v 26. in 27. členu sporazuma dovolil luteranom, da postavijo po dve cerkvi v vsaki od enajstih okrajev Kraljevine Ogrske, od katerih je devet na današnjem Slovaškem. Cerkve naj bi bile izdelane iz čim cenejših materialov – to je pomenilo les; tudi žeblji so bili izdelani izključno iz lesa. Gradnjo so finančno podprli protestanti iz različnih držav, vključno s Švedsko in Dansko.
Edini kamniti del cerkve je njena zakristija, prvotno zgrajena leta 1593 kot pivnica zunaj mestnega obzidja. V 17. stoletju je rimskokatoliška dinastija Habsburžanov preganjala protestantizem v Habsburški monarhiji, ki je vključevala ozemlje takratne Slovaške. Število cerkva je bilo omejeno na eno v vsakem svobodnem kraljevem mestu, med njimi je bil tudi Kežmarok. Gradbeni material je moral biti čim cenejši (takrat les), cerkev pa je morala biti zgrajena v 365 dneh. Poleg tega je morala mesto nove protestantske cerkve izbrati kraljeva komisija. V Kežmarku je kraljeva komisija namenoma izbrala staro pivnico za bogoslužni prostor, da bi ponižala lokalno protestantsko skupnost. Pivnico so kasneje vključili v na hitro zgrajeni sakralni objekt kot zakristijo.
Najstarejša dela sta epitaf iz leta 1688 in renesančni krstilnik iz leta 1690. To sta edina ostala dela prve cerkve. Druga lesena cerkev, postavljena v baročnem slogu leta 1717, je v celoti nadomestila prvo stavbo. Ima obliko enakokrakega grškega križa. Prostor lahko sprejme 1541 vernikov. Po legendi so okrogla okna izdelali švedski mornarji, ki so sodelovali pri gradnji. Orgle, dokončane leta 1729, so znane po popolnem zvoku, čeprav so imele le lesene cevi.
Cerkev je od leta 1892 zaščitena s strani države kot pomemben zgodovinski spomenik. Leta 1985 ga je slovaški narodni svet (parlament) razglasil za nacionalni zgodovinski spomenik. V 1990-ih je sledila draga rekonstrukcija.
Cerkev je ena od samo petih luteranskih lesenih cerkva, ki so ostale na Slovaškem. Druge so v Hronseku, Istebnéju, Leštinyju in Svätý Krížu pri Liptovská Mara.
Je del Unescove dediščine pod naslovom Lesene cerkve v slovaškem delu Karpatov.

## Zgradba in zunanjost
Cerkev v Kežmarku ima obliko enakokrakega grškega križa, kraki so obokani s širokim banjastim obokom, ki sloni na štirih struženih nosilnih stebrih in na obodnih zidovih. Stavbo utrjujejo štiri manjša gospodarska poslopja v vogalih in tudi šest lesenih korov. V pritličju in na korih lahko skupno sprejme 1541 sedišč. Stavba je prvotno stala na temeljih iz tisovih tramov. Gre za bruno iz rdeče smreke, na kateri niso bili uporabljeni kovinski vezni materiali, le leseni žeblji, klini in sponke. Stavba ima dimenzije: dolžina 34,68 m, širina 30,31 m in višina 20,60 m. Pri zadnji sanaciji so bili leseni temelji zamenjani z betonskimi zidaki. Osvetlitev cerkve zagotavlja 15 okroglih erkerjev, 6 šestdelnih oken z erkerjem in 1 kvadratno okno. Prvotni vitraji so imeli obliko šestih in osmih vogalov, na njihovih poljih pa so bili vrezani verski motivi in darovalni napisi iz 18. stoletja, najstarejši so bili iz leta 1717. Žal so bili med generalnim popravilom med letoma 1991–1996 izgubljeni.
Fasada cerkve je izdelana iz ilovnate malte s plevami in je pritrjena na lesene kline, ki so bili uporabljeni tudi pri obnovi, za pritrditev malte pa so uporabili 35.000 hrastovih klinov, ki so jih vlivali ročno na tradicionalen način.
Okrog cerkve je bil zidan zid, ki pa so ga zaradi slabega stanja leta 1900 podrli.
Dvokapna skodlasta streha spominja na strehe ohranjenih starih špiških hiš. Streha je členjena z dvokapnicami. Tam je bil tudi stolp s križem na strehi, ki je bil leta 1798 predelan, a leta 1893 dokončno odstranjen iz konstrukcijskih razlogov.

## Notranjost
Cerkev ima privlačno baročno notranjščino, ki je med zadnjimi petimi cerkvami te vrste ena najlepših. Slikanje Svete Trojice nad oltarjem in stropno poslikavo so začeli slikati leta 1717. Stropna poslikava predstavlja modro nebo z oblaki, dvanajst apostolov in štiri evangeliste. Nastajala je desetletja in jo pripisujejo neznanemu slikarju Mayerju iz Levoče, v opisu cerkve predavatelja evangeličanske šole Juraja Bohuša v letih 1717-1722 pa je ta prečrtan in zamenjan s Kramerjem, verjetno Gotliebom. Kramer iz Levoče, njegov sin Ján (Jonáš) Gotlieb pa je nadaljeval delo Kramerja, o čemer pišejo listine. Prvotno je bil tlak cerkve narejen iz nabite ilovice, kasneje so ga prekrili z lesenim podom, v katerega so vgradili kamnite epitafe iz 17. do 19. stoletja. Ob zadnjem popravilu so tla pod klopmi tlakovali s kamnitimi kockami. Pri tem popravilu so v odstranjeni zemljini našli približno sto kovinskih kovancev iz obdobja od 15. do 20. stoletja iz različnih držav.

### Oltar
Oltar je delo Jána Lercha. Leta 1718 jo je zgradila evangeličanska skupnost v Kežmaroku, leta 1727 so jo pozlatili in prepleskali, kar sta opravila lekarnar Joachim Augustín Weiss in njegova žena Marta Várady – Szakmáry iz Kežmaroka. V nadzidku oltarja je skulptura Trojice, oltar je sestavljen iz polikromne baročne rezbarske obdelave. Njegov osrednji motiv je Kalvarija s slikanim ozadjem. Pod kipom križanega Jezusa so figure Device Marije, Janeza Krstnika in Marije Magdalene. Ob straneh sta starozavezna Mojzes in Aron.

### Prižnica
Postavljena je tako, da se pridigarja vidi in sliši skoraj z vseh mest v cerkvi. Ján Lerch je avtor zgodnjebaročnega polikromiranega lesorezja, podobnega oltarju in drugim rezbarskim dekoracijam. Izdelal jo je leta 1717, predali pa so jo do novega leta 1818. Krasijo jo lesene skulpture Jezusa, evangelistov in starozaveznih prerokov. Donator je bil Michal Goldberger z ženo, po njegovi smrti pa sta njegova vdova Judita Maukschova in posvojenec David Goldberger leta 1743 dala pozlatiti in okrasiti prižnico, kar je naredil Ján Gottlieb Kramer.

### Krstilnik
Je pred oltarjem na podstavku. Je kamen z bakrenim pokrovom in obdan z okrasno rešetko. Med zadnjo obnovo se je pokazalo, da od prvotne cerkve ni le spodnji kamniti del. V latinskem besedilu piše, da je tudi bakrena skleda s pokrovom iz leta 1690, iz časa duhovnika Michala Fischerja. Kamnosek Michal Sonnewitz je izdelal in podaril, del iz peščenjaka in ograjo kovaški mojster Ján Kohler, bakreni pokrov pa Ján Jakub Brucker. Pod njo je verjetno ime restavratorja Martina Johannidesa in letnica 1768. Medičejska mojstra iz Kežmarka Andrej Landinus in Daniel Czernil sta izdelala in darovala posodo za vodo, pa tudi B. Ambrosius, ki je bil morda tudi zdravilec ali darovalec, ni pa ga v takratnem seznamu kežmaroškega prebivalstva.